# 朝日広告社
株式会社朝日広告社（あさひこうこくしゃ）は、日本の広告代理店。本社は東京都中央区に所在。朝日新聞社のグループ企業。通称は朝広（あさこう）、またはASAKO。
なお、福岡県北九州市に本社を置く同名の会社朝日広告社 (福岡県)も朝日新聞社のグループ企業であるが、両社に直接の資本関係は無い。

## 沿革
- 1924年 広告代理店「八紘社」創業。
- 1943年 戦時企業統合に伴い、東陽社・博通社と合併し朝日新聞専属広告代理店「朝日広告社」となる。
- 1952年 株式会社に改組。
- 1992年 世界代理店ネットワークに加盟。
- 2010年10月27日、博報堂DYメディアパートナーズと資本提携（当時の社長は八代義治）[1]。
- 2019年4月8日、株式会社エー・エム・エス（東京都中央区銀座7丁目16番12号）を吸収合併。
- 2021年4月28日、上田周社長が相談役に退き、後任に福地献一が就任[2]。

## 不祥事
- 2017年8月、2017年3月期までの6年間に約1億円の所得隠しを行なっていたことが発覚。追徴課税額は約5,600万円にのぼるとしており、朝日広告社は従業員2名の処分を公表した[3][4][5][6]。
- 2022年7月28日、子会社である東日本朝日広告社の当時の社長と社員、岩手県競馬組合の業務部長ら3人が広告宣伝業務を巡る贈収賄事件で逮捕された[7][8][9][10][11]。

## 広報活動
龍角散の広告やテレビCMを制作し、龍角散とのプロジェクトを組んでいる。

## 事業所
- 東京本社
  - 西東京営業部
- 横浜営業本部
- 関西支社（大阪）
- 静岡支局
- 山梨支局
- 九州営業部

## グループ企業
- 北海道朝日広告社
- 東日本朝日広告社
- 関東朝日広告社
- 大阪朝日広告社
- 朝日エル
- Rashii[19]

## 脚註
1. ↑  博報堂DYメディアパートナーズのホームページより
2. ↑  東京国税局が指摘朝日新聞 2017年8月8日
3. ↑  社員が外注費を水増し：追徴課税額5600万円を納付（ITmedia ビジネスオンライン）
4. ↑  2022/07/28 当社子会社社長、社員の逮捕に関してのお詫び
5. ↑  2022/07/30 東日本朝日広告社、賄賂の疑いで社長と社員が逮捕
6. ↑  2022/08/18当社子会社前代表取締役社長、社員の略式起訴に関してのお詫び
7. ↑  2022/08/29 岩手県定例公安委員会開催概要
8. ↑  広告宣伝業務巡る贈収賄事件 元業務部長に執行猶予付きの判決
9. ↑  神田明神の広告
10. ↑  龍角散と朝日広告のプロジェクト
11. ↑  朝日広告のページ
12. ↑  朝日広告社は、パーパス（目的）で繋がるRashiiを運営しているとのこと。